# Crystal Cruises
Crystal Cruises è una compagnia crocieristica di lusso statunitensi. È proprietà della società giapponese Nippon Yusen Kaisha.

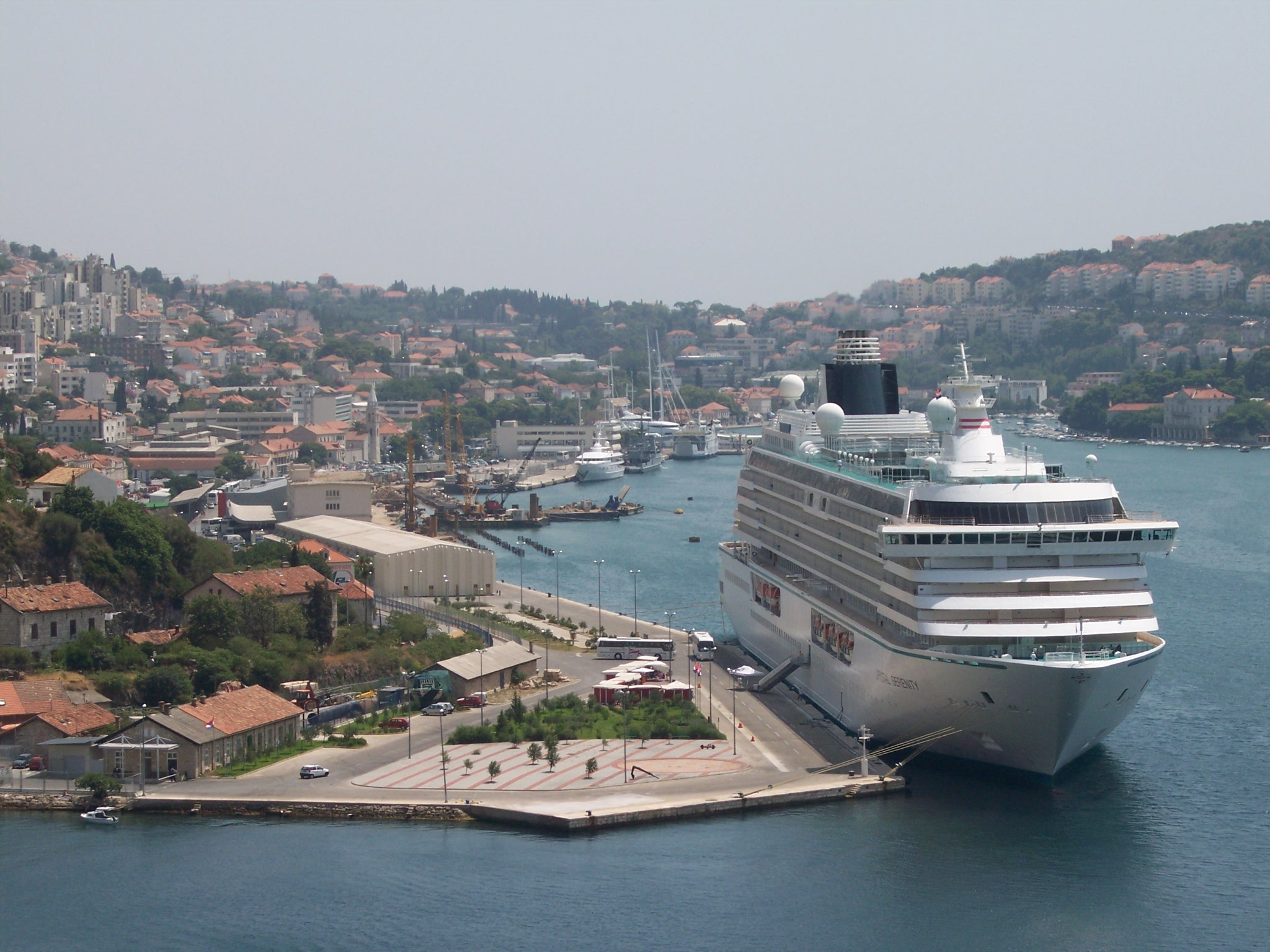
La Crystal Serenity ormeggiata a Ragusa di Dalmazia.

Viene premiata numerose volte dalla rivista statunitense Travel + Leisure come la migliore compagnia crocieristica del mondo.
Si avvale per il servizio di due navi, la Crystal Symphony varata nel 1995 e in grado di ospitare 940 passeggeri e la Crystal Serenity, varata nel 2003 e in grado di ospitarne 1.050.
Le crociere sono previste su itinerari diversi, a turno in continenti diversi, seguendo degli itinerari a tema più che dei percorsi fissi classici.